# Valea Groșilor, Cluj
Valea Groșilor (în maghiară Tökepataka) este un sat în comuna Vad din județul Cluj, Transilvania, România.

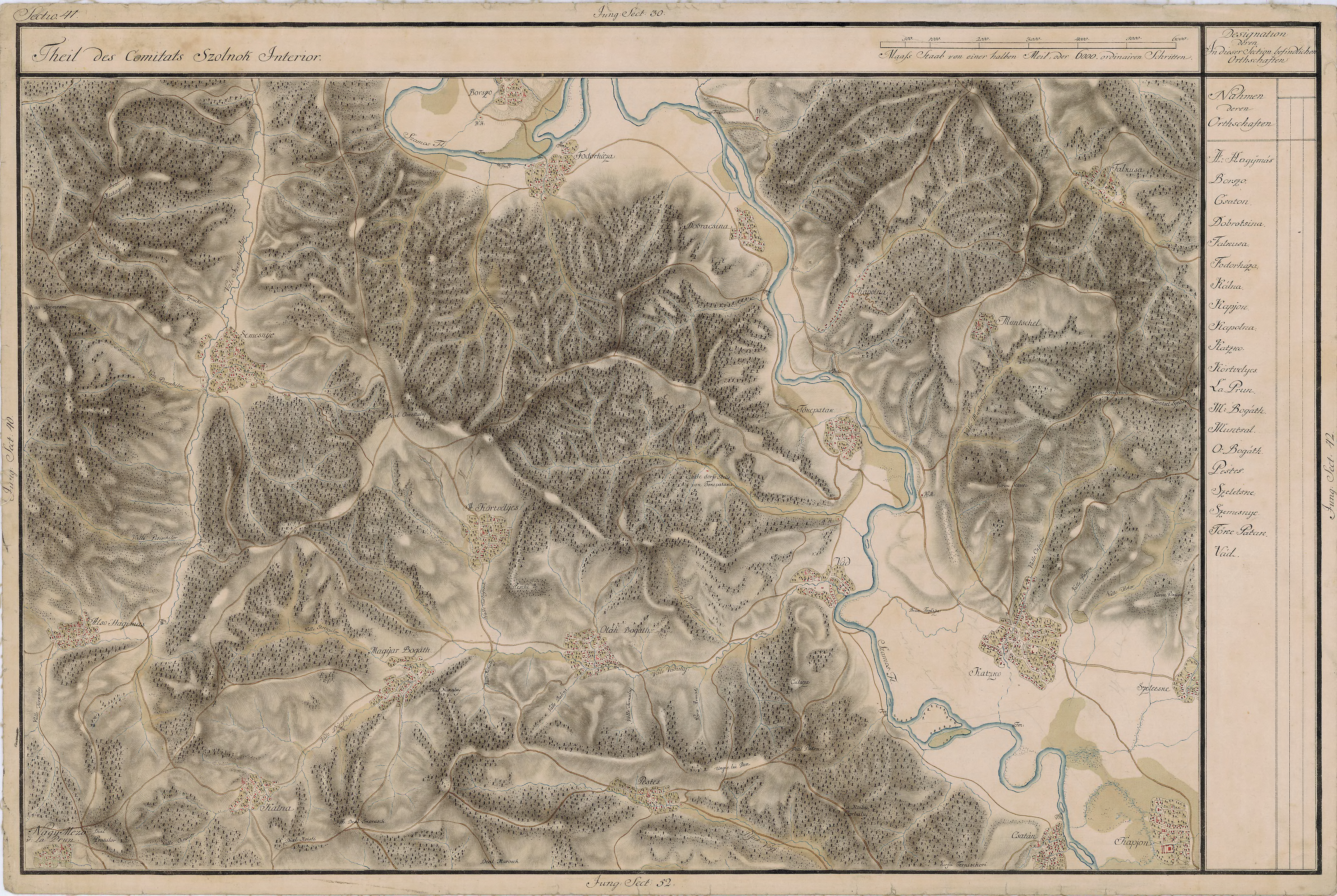
Valea Groşilor pe Harta Iosefină a Transilvaniei, 1769-1773

## Date geografice
Este un sat amplasat pe malul stâng al râului Someș; aparține comunei Vad și este situat la 18 km de municipiul Dej.
Pe teritoriul acestei localități se găsesc izvoare sărate, saramura fiind întrebuințată din vechi timpuri de către localnici.

## Istoric
Are în jur de 200 de case și a fost atestat documentar din anul 1519.
Vezi mai multe date la http://www.parohiavad.go.ro/vgr.htm Arhivat în 26 februarie 2008, la Wayback Machine.

## Lăcașuri de cult
- Biserica românească "Sf. Arhangheli Mihail și Gavril“, din anul 1791.

## Monument dispărut
Fosta biserică "Sf. Arhangheli Mihail și Gavril" din satul Valea Groșilor este înscrisă pe "Lista monumentelor istorice dispărute", elaborată de Ministerul Culturii și Cultelor în anul 2004 (datare: 1791, cod 13B0562).

## Imagini

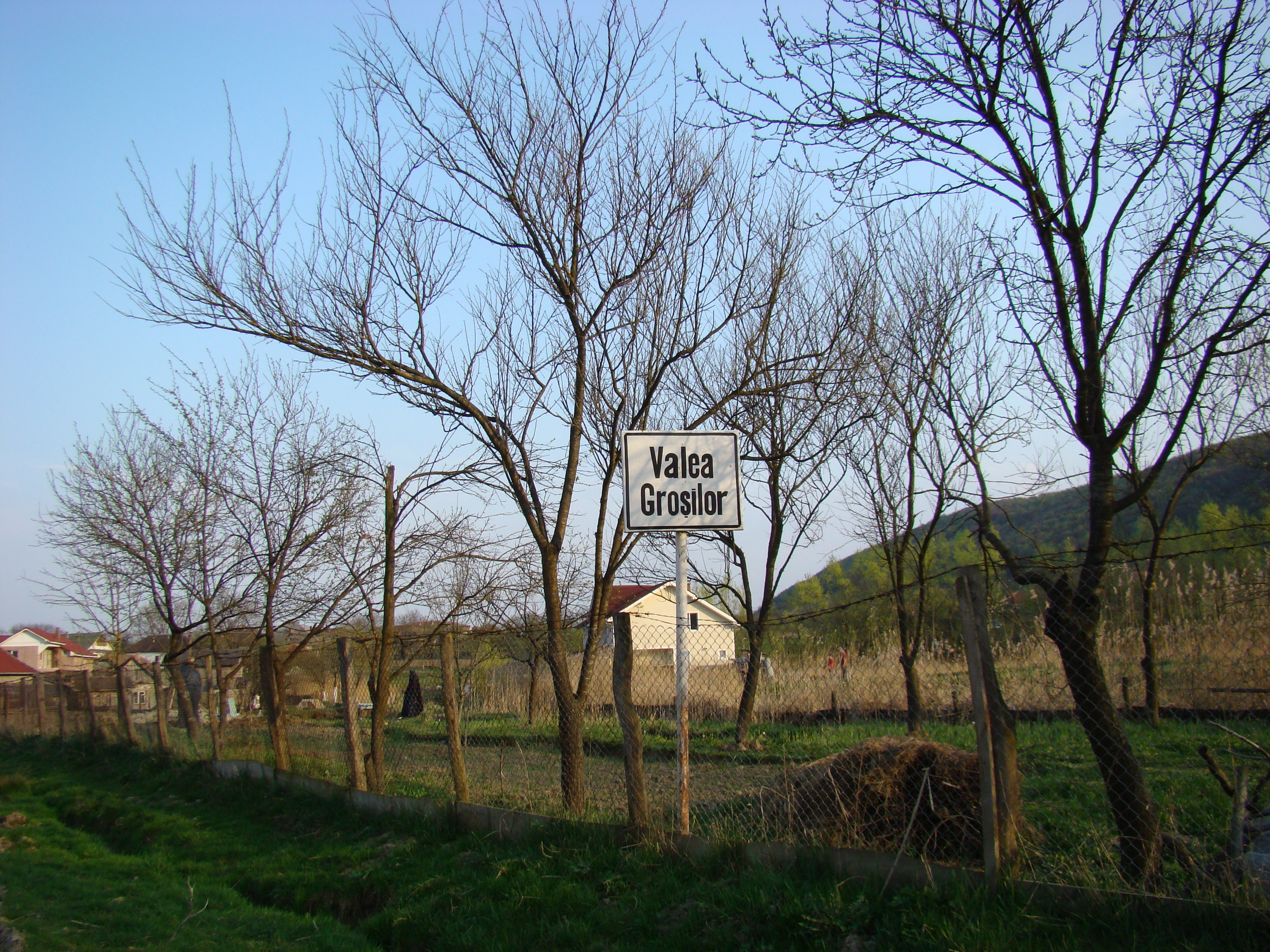
Intrarea în localitate
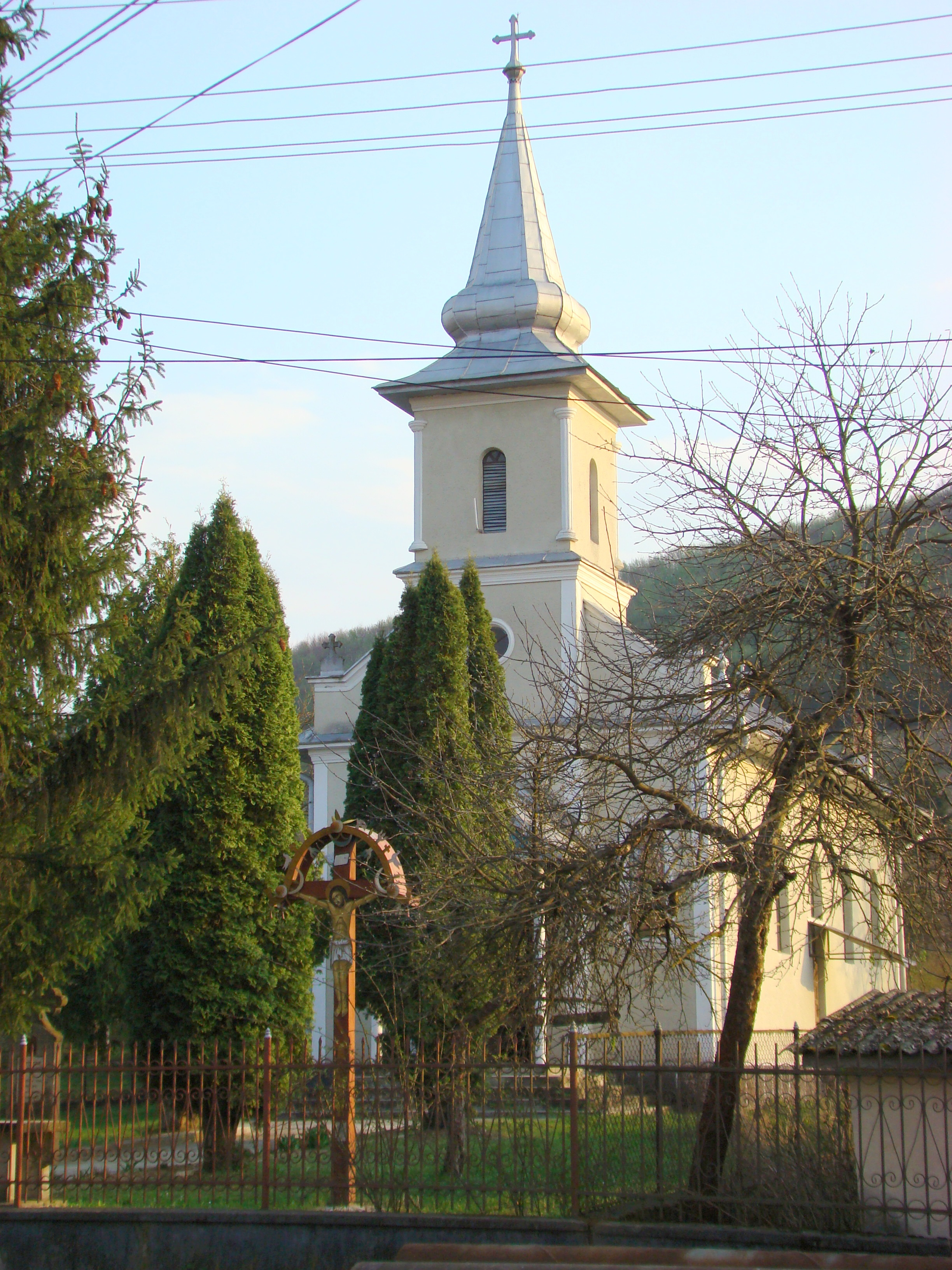
Biserica „Sfinții Arhangheli Mihail și Gavriil” (1930-1933)
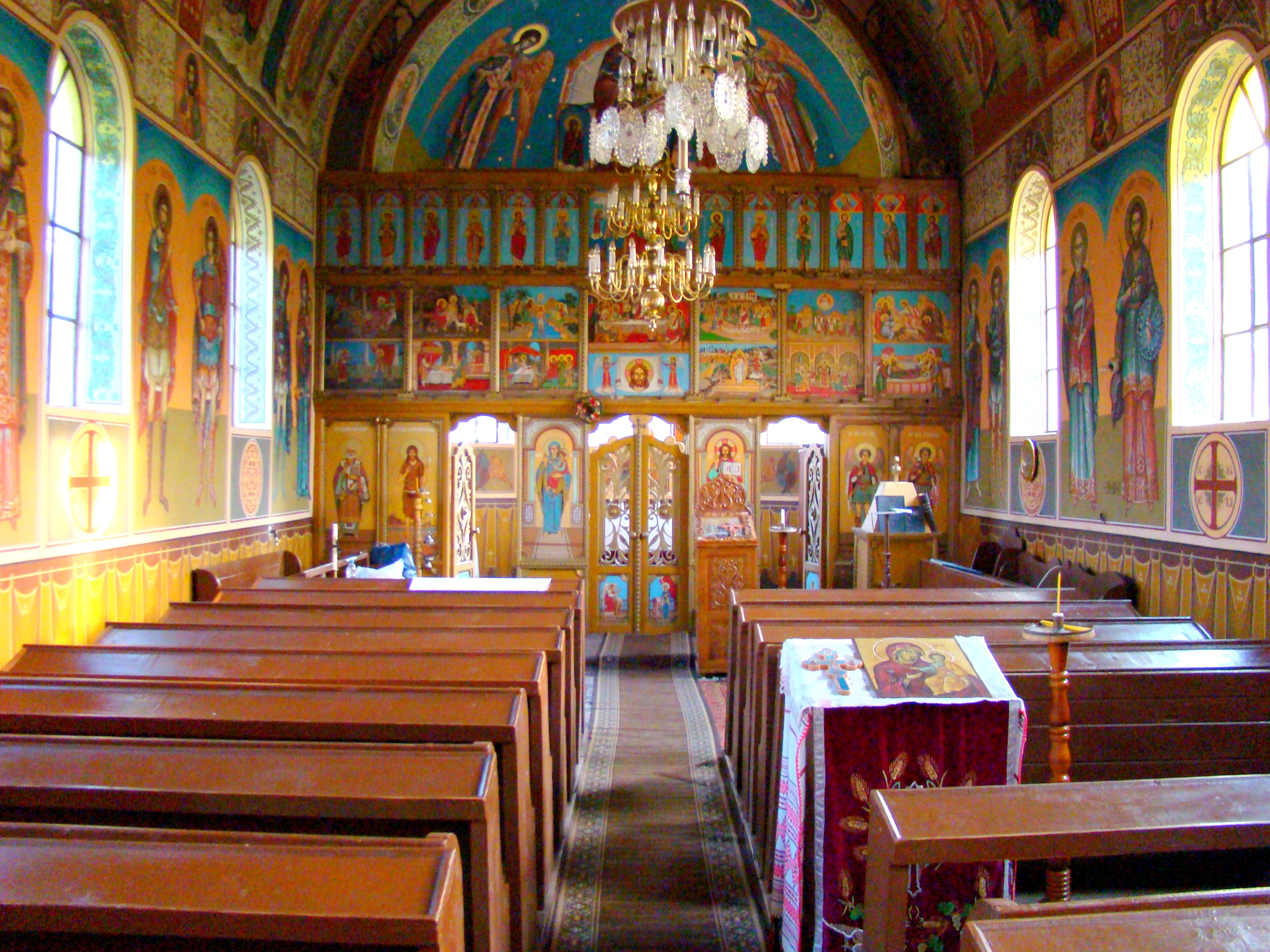
Biserica „Sfinții Arhangheli Mihail și Gavriil” (interior)
Fosta biserică de lemn